# 미스 아메리카

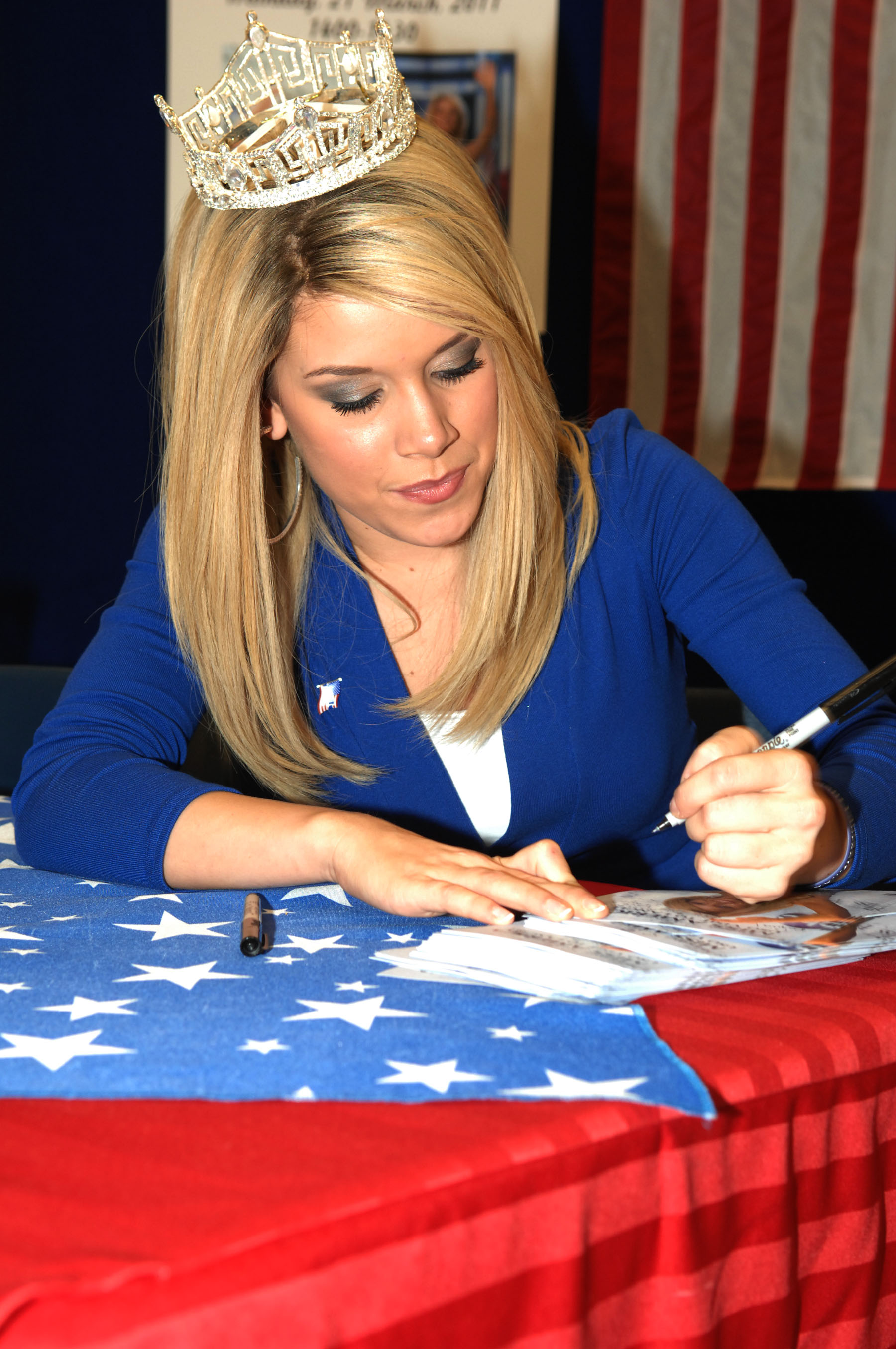
미스 아메리카 2011 - 테레사 스캔랜

미스 아메리카 (Miss America) 대회는 미국의 미인 대회이다. 미스 아메리카 조직회는 1921년에 창립되었고, 미스 아메리카 2011 대회는 90주년 기념이라는 부제가 달리기도 하였다. 미스 아메리카 대회에서 우승 할 경우 장학금을 수여 받게 된다.
미스 아메리카의 각 주별 우승자는 각기 다른 봉사활동을 펼치게 되는데, 환경, 인권, 질병예방, 폭력예방 등의 봉사활동을 내세우며, 미스 아메리카 우승자의 봉사활동이 한 해 미스 아메리카 조직회의 주 된 봉사활동 주제가 된다. 미스 아메리카 대회는 수영복, 드레스, 장기자랑, 인터뷰 심사를 심사한다.

## 최근 우승자
| 연도 | 이름                            | 주                              |
| ---- | ------------------------------- | ------------------------------- |
| 2022 | 에마 브로일스                   | 알래스카                        |
| 2021 | 코로나19 범유행으로 열리지 않음 | 코로나19 범유행으로 열리지 않음 |
| 2020 | 카밀 슈라이어                   | 버지니아                        |
| 2019 | 니아 프랭클린                   | 뉴욕                            |
| 2018 | 카라 문드                       | 노스다코타                      |
| 2017 | 새비 실즈                       | 아칸소                          |
| 2016 | 베티 칸트렐                     | 조지아                          |
| 2015 | 키라 카잔체프                   | 뉴욕                            |
| 2014 | 니나 다불루리                   | 뉴욕                            |
| 2013 | 맬러리 헤이건                   | 뉴욕                            |
| 2012 | 로라 캐펠러                     | 위스콘신                        |
| 2011 | 테레사 스캔랜                   | 네브래스카                      |
| 2010 | 카레사 카메론                   | 버지니아                        |
| 2009 | 케이티 스템                     | 인디애나                        |
| 2008 | 키얼스틴 해글런드               | 미시간                          |
| 2007 | 로렌 넬슨                       | 오클라호마                      |
| 2006 | 제니퍼 베리                     | 오클라호마                      |
| 2005 | 데이더 다운즈                   | 앨라배마                        |
| 2004 | 에리카 던랩                     | 플로리다                        |
| 2003 | 에리카 해롤드                   | 일리노이                        |
| 2002 | 케이티 허맨                     | 오리건                          |
| 2001 | 안젤라 페레즈 바라퀴오          | 하와이                          |
| 2000 | 헤더 프렌치                     | 켄터키                          |
| 1999 | 니콜 존슨                       | 버지니아                        |